# 哥本哈根证券交易所

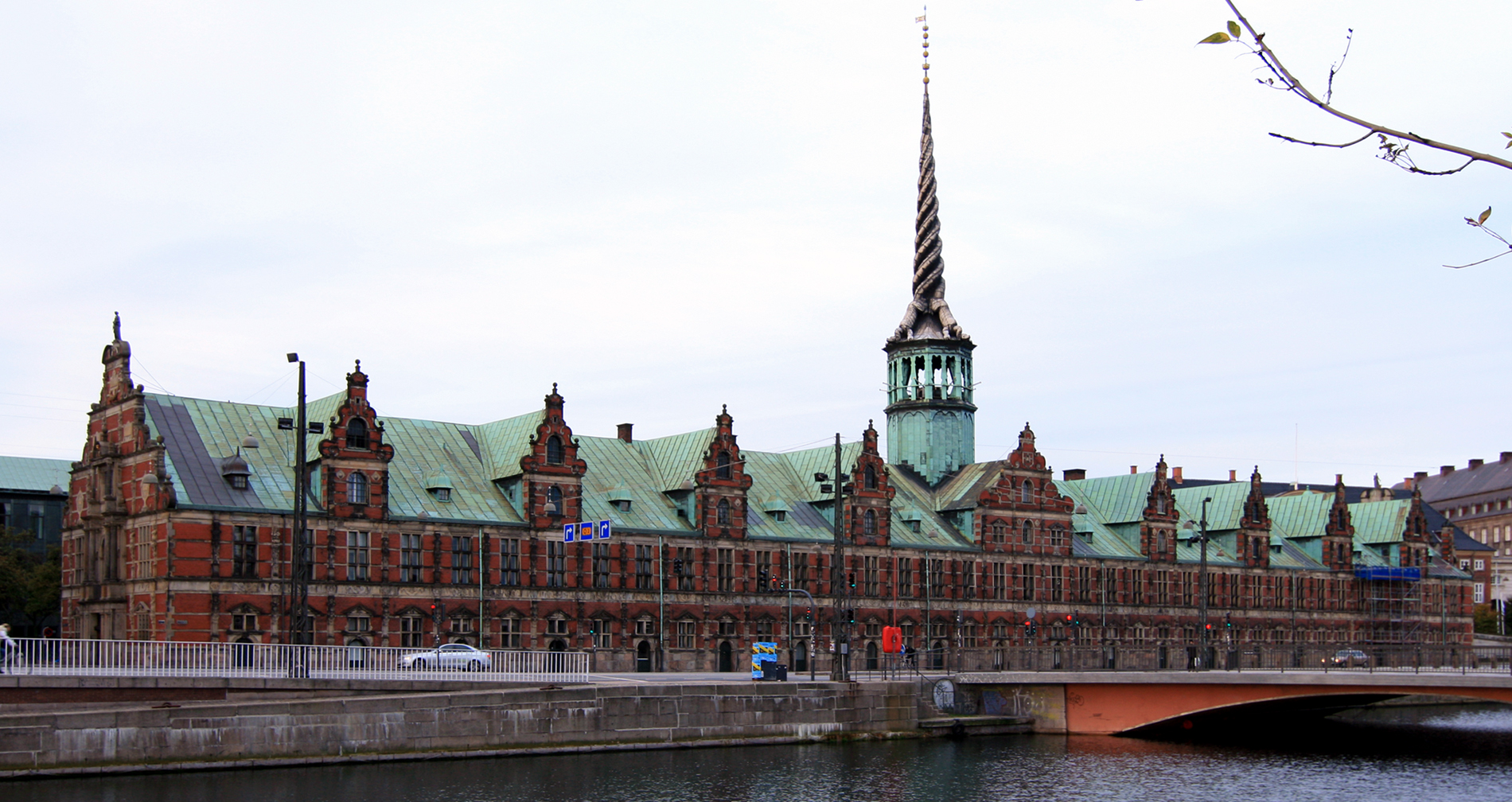
哥本哈根证券交易所

哥本哈根证券交易所或簡稱CSE (丹麥語：Københavns Fondsbørs)是丹麦的证券，包括股票、债券、公债、和金融期货、期权的国际交易市场，為OMX旗下的交易所。

## 背景和结构
交易時段為上午9時至下午5時，星期六及星期日休市。

## 指数
C20指数，是一个包括20家丹麦蓝筹股公司的加权市场指数，

## 链接
- Official site（页面存档备份，存于）
- OMX Group（页面存档备份，存于）

Template:Nasdaqomx
Template:World Federation of Exchanges
55°40′45″N 12°34′53″E / 55.67917°N 12.58139°E